# كايل آدامز
كايل آدامز (بالإنجليزية: Kyle Adams)‏ (20 نوفمبر 1996 بأوكلاند في نيوزيلندا - ) هو لاعب كرة قدم نيوزلندي في مركز الدفاع.

## وصلات خارجية
- كايل آدامز على موقع الدوري الأمريكي (الإنجليزية)
- كايل آدامز على موقع قاعدة بيانات كرة القدم.إي يو (الإنجليزية)